# 小林真琴
小林 真琴（こばやし まこと、1989年2月5日 - ）は、秋田県出身のフリーモデル。愛称はまっこり。

## 来歴
- 2010年9月 秋田県から上京[2]。
- 2010年11月～AnkRouge渋谷109店勤務[3]。
- 2012年7月～allamanda横浜VIVRE店で勤務[4]。
- 2013年 アパレルを卒業し、本格的にモデル活動を始める。
- 2014年6月 Ray ricori Ameba オーディションファイナリストに残る。[5]。
- 2014年7月～CC撮影会専属モデルを始める。[6]。
- 2015年1月～秋田美人プロジェクトに加入。地元秋田での活動を始める。（サロン、タウン誌など）[7]。
- 2019年12月 アクセサリーブランド「mellow amulett」のプロデュースを担当[8]。

## 人物
- ソフトテニスを9年間やっていた。１番手を務めたこともある。[9]
- 好きなアーティストはJanne Da Arc、Acid Black Cherry[10]、UVERworld[11]。

## 主な出演

### 雑誌
- CanCam[12]
- AneCan[13]
- steady.[14]
- Ray[15]
- ViVi[16]
- SALON GIRL 的 お洒落理論[17]
- Ray おしゃれヘアカタログ700[18]
- ナチュラルヘア[19]
- フォトテクニックデジタル 2014年12月号[20]
- フォトテクニックデジタル 2015年3月号[21]

### サロン
- GEKKABIJIN[22]
- Nine9[23]
- hair coucou[24]
- Core Flock[25]
- Arouse by Afloat[26]
- Euphoria[27]
- Ash[28]
- air[29]
- MINX[30]
- Hair Lounge LIEN[31]

### Web／広告
- ハウコレ[32]
- 美ボーテ[33]
- DMM恋活[34]
- 美女暦[35]
- ねこガール -necogirl-[36]
- 日本ツインテール協会[37]
- GOD Make
- 美人スナップ[38]
- 美人 de アプリ[39]
- おさんぽカメラ[40]

### 通販
- P.S.FA[41]
- TBユニファッション[42]
- arcosnow[43]
- 海外ファッションサイト[44]
- マックハウス[45]
- メンズファッションプラス[46]
- 五彩堂[47]

### 撮影会
- momo撮影会 専属モデル[48]